# Suy giãn tĩnh mạch chân
Suy giãn tĩnh mạch chân hay còn gọi là suy giãn tĩnh mạch chi dưới hay suy van tĩnh mạch chi dưới là thuật ngữ chỉ sự suy giảm chức năng đưa máu trở về tim của hệ thống tĩnh mạch nằm ở vùng chân dẫn đến hiện tượng máu ứ đọng lại sẽ gây ra những biến đổi về huyết động và biến dạng tổ chức mô xung quanh, gây ra các triệu chứng như nhức mỏi, nặng chân, phù chân, tê dị cảm, kiến bò, vọp bẻ (chuột rút) về ban đêm... có thể dẫn đến các biến chứng khó chữa như chàm da, loét chân không lành (nhất là ở người già), chảy máu, giãn lớn các tĩnh mạnh nông, viêm tĩnh mạch nông huyết khối, huyết khối tĩnh mạch sâu...
Suy tĩnh mạch, theo lý thuyết có thể xảy ra ở bất kỳ tĩnh mạch nào trên cơ thể. Kế cả ở tay, nhưng trên thực tế phần lớn các trường hợp mắc phải đều xảy ra ở chi dưới tức chân do hệ thống tĩnh mạch chi dưới dài hơn, phức tạp và nhất là chịu ảnh hưởng của trọng lực khi người bệnh phải đứng nhiều. Trên thế giới, bệnh suy giãn tĩnh mạch chi dưới chiếm một tỉ lệ đáng kể trên số dân, trong đó 70% là nữ. Ở Việt Nam có dự đoán bệnh sẽ gia tăng gia tăng do sự phát triển của nền kinh tế và thay đổi nếp sống Suy giãn tĩnh mạch chân mạn tính thường ít nguy hiểm nhưng sẽ gây cho người mắc bệnh cảm giác khó chịu, ảnh hưởng đến chất lượng cuộc sống.

## Triệu chứng

Hình vẽ mô tả cơ chế suy giãn tĩnh mạch chân. Hình bên trái thể hiện tĩnh mạch ở trạng thái bình thường, có van và dòng máu chảy bình thường. Hình bên phải thể hiện tĩnh mạch với van đã bị tổn thương, dòng máu chảy bất thường, và thành tĩnh mạch mỏng, bị giãn. Hình giữa thể hiện vị trí triệu chứng giãn tĩnh mạch có thể xuất hiện ở chân.

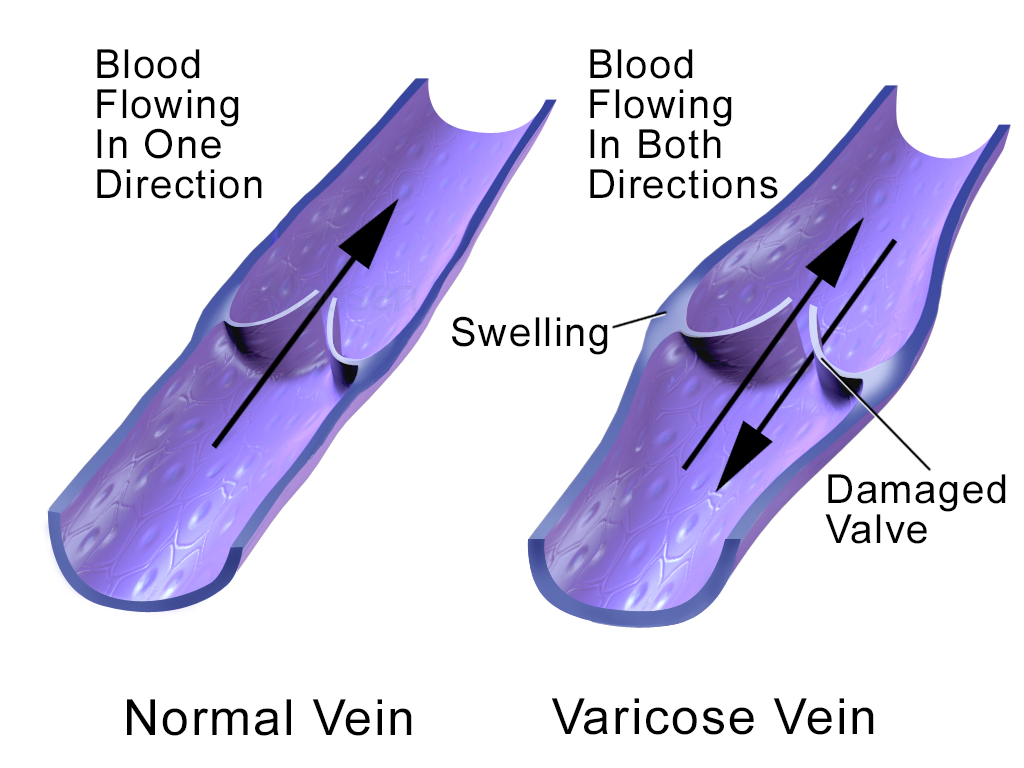
So sánh tĩnh mạch khỏe mạnh và tĩnh mạch đã bị suy giãn

Ở giai đoạn đầu, các triệu chứng ban đầu của bệnh suy tĩnh mạch chi dưới cũng thường mờ nhạt và thoáng qua, người bệnh thường có biểu hiện: đau chân, nặng chân, mỏi chân, phù nhẹ khi đứng lâu ngồi nhiều, vọp bẻ, chuột rút vào buổi tối, châm chích, dị cảm như kiến bò vùng cẳng chân về đêm. Những triệu chứng này thường không rõ ràng nên người bệnh ít chú ý và dễ bỏ qua.
Giai đoạn tiến triển bệnh sẽ gây phù chân, có thể phù ở mắt cá hay bàn chân, đôi khi người bệnh chỉ có cảm giác mang giày dép chật hơn bình thường. Vùng cẳng chân xuất hiện chàm da, thay đổi màu sắc da do máu ứ ở tĩnh mạch lâu ngày làm rối loạn biến dưỡng. Các tĩnh mạch trương phồng lên gây cảm giác nặng, đau nhức chân, máu thoát ra ngoài mạch gây phù chân, nặng hơn thì có thể thấy các búi tĩnh mạch trương phồng nổi rõ trên da, các mảng bầm máu trên da...
Gây loét da cẳng chân. Lúc đầu loét chân có thể tự lành, sau đó bệnh tiếp tục tiến triển, các vết loét không tự lành mà có nguy cơ nhiễm trùng, điều trị rất phức tạp. Ngoài các dấu hiệu trên, những tĩnh mạch nông dưới da ở cẳng chân và đùi giãn to ngoằn ngoèo. Giai đoạn đầu chỉ thấy tĩnh mạch nổi li ti, nhất là ở cổ chân và bàn chân. Lâu ngày, các tĩnh mạch này giãn to, có khi giãn hơn 10mm.
Nhìn chung, biểu hiện lâm sàng của bệnh nhân giãn tĩnh mạch có thể thay đổi và nhiều bệnh nhân có thể không có hay biểu hiện triệu chứng rất ít. Các triệu chứng biểu hiện chưa rõ tại chỗ tĩnh mạch giãn như đau ngứa hay cảm giác nóng bỏng. Triệu chứng ở chân bị giãn tĩnh mạch như đau chân, mỏi chân, sưng chân. Nữ giới mắc bệnh nhiều hơn nam giới do chịu ảnh hưởng của nội tiết. Các triệu chứng thường nặng lên khi về cuối ngày, đặc biệt là sau khi đứng lâu.
Nếu bệnh nhân có các triệu chứng của suy tĩnh mạch chân, nên đến khám và theo dõi tại các phòng khám chuyên khoa tim - mạch máu để được hướng dẫn chẩn đoán và điều trị cụ thể. Đặc biệt nếu thấy chân sưng nhanh và đau nhiều, hoặc thấy khó thở, đau ngực đột ngột phải đến bệnh viện khám ngay vì đó có thể là biểu hiện của tắc tĩnh mạch chân hoặc động mạch phổi, là những biến chứng nguy hiểm của suy van tĩnh mạch.

## Nguyên nhân
Nguyên nhân của bệnh suy giãn tĩnh mạch chân mạn tính chưa được xác định rõ ràng. Tuy nhiên, đã xác định bệnh liên quan đến một số yếu tố nguy cơ suy giãn tĩnh mạch chân gây ra do tổn thương chức năng các van một chiều của hệ tĩnh mạch ngoại biên. Các van này bị tổn thương là do:
- Quá trình thoái hóa do tuổi tác (thường gặp ở người già). Tuổi thọ con người ngày càng cao sẽ kéo theo những bệnh của quá trình tích tuổi trong đó có suy tĩnh mạch...
- Do tư thế sinh hoạt hay làm việc phải đứng hay ngồi một chỗ lâu, ít vận động, phải mang vác nặng... tạo điều kiện cho máu bị dồn xuống hai chân, làm tăng áp lực trong các tĩnh mạch ở chân, lâu ngày sẽ gây tổn thương các van tĩnh mạch một chiều. Khi các van này bị suy yếu sẽ giảm khả năng ngăn chặn luồng máu chảy ngược xuống dưới do tác dụng của trọng lực, dẫn đến ứ máu ở hai chân.
- Các yếu tố nguy cơ như: chế độ làm việc (phải đứng nhiều, làm việc trong môi trường ẩm thấp), béo phì, chế độ ăn ít chất xơ và vitamin.[1]

## Hậu quả
Suy giãn tĩnh mạch chân không nguy hiểm đến tính mạng, chỉ gây khó chịu, đau đớn và mất thẩm mỹ, cản trở sinh hoạt. Tuy nhiên biến chứng của bệnh này là sự hình thành các cục máu đông trong lòng tĩnh mạch, các cục máu này có thể gây tắc mạch máu tại chỗ hoặc di chuyển theo dòng máu và gây tắc mạch chỗ khác, trong đó nguy hiểm nhất là tắc mạch phổi, có thể dẫn đến suy hô hấp và tử vong.
Có đến 77,6% các bệnh nhân không biết mình mắc bệnh. Ngoài ra, họ còn ngại đi khám, không điều trị hoặc điều trị không đúng. Điều này dẫn đến những hậu quả rất khó lường, thậm chí có thể dẫn đến tử vong. Có ba biến chứng mà người mắc bệnh suy và giãn tĩnh mạch chân có thể gặp phải nếu không được điều trị đúng cách, là huyết khối (máu đông), xuất huyết (chảy máu) và loét chân.
Các tĩnh mạch giãn to nếu không được lấy bỏ sẽ có nguy cơ tạo lập cục máu đông, gây viêm tĩnh mạch nông huyết khối. Các cục máu đông tạo lập trong lòng mạch có thể bong ra, theo dòng máu trôi ngược lên phổi, làm tắc mạch phổi, nguy cơ tử vong cao. Các tĩnh mạch giãn to dần đến một lúc nào đó sẽ bị vỡ khi chấn thương hay va chạm nhẹ, gây xuất huyết, bầm máu. Sự rối loạn biến dưỡng da ở cẳng chân lâu ngày sẽ dẫn đến chàm, tăng sắc tố da và loét chân do ứ đọng. Tình trạng loét chân do tĩnh mạch là một biến chứng rất khó điều trị.

## Phòng trị
Suy giãn tĩnh mạch là bệnh lý mang tính xã hội, liên quan nhiều đến chế độ ăn uống và làm việc. Vì vậy khuyến cáo chung là nên tránh đứng lâu, ngồi nhiều, nhất là nhân viên văn phòng, không nên ngồi làm việc một chỗ liên tục trong suốt buổi làm việc, tranh thủ giải lao vài phút trong khoảng thời gian làm việc từ 30-60 phút. Trong lúc ngồi làm việc, có thể phối hợp các bài tập vận động chân để máu lưu thông tốt. Ăn nhiều rau quả, chất xơ, vitamin. Nên tập thể dục để giảm cân như: đi bộ với tốc độ nhanh, bơi lội, đi xe đạp, tập dưỡng sinh.
Để làm chậm tiến triển của bệnh, cần loại bỏ những thói quen có hại là đứng, ngồi lâu, khiêng vác nặng... Nếu bệnh ở giai đoạn nhẹ, có thể điều trị làm giảm triệu chứng bằng các thuốc tăng trương lực tĩnh mạch, phối hợp với mang vớ thun (vớ tĩnh mạch) tạo áp lực ngăn máu chảy ngược (bas contention). Nếu bệnh ở giai đoạn nặng gây đau nhiều và nổi nhiều búi mạch, có thể phải cần đến phương pháp phẫu thuật lấy bỏ bớt một vài tĩnh mạch ở chân.
Đối với người làm công tác văn phòng, đánh máy phải ngồi nhiều nên tránh ngồi liên tục bất động suốt 8h làm việc vì như thế sẽ không tốt cho bệnh suy tĩnh mạch mạn tính, cũng như bệnh mạch vành. Nên tranh thủ đi lại giải lao khoảng 30-60 phút/lần. Trong lúc ngồi làm việc, có thể phối hợp tập các bài tập vận động chân như: co duỗi các ngón chân, gập duỗi cổ chân, nhón gót... để máu lưu chuyển tốt hơn. Tập thể dục bằng cách đi bộ nhanh, vừa đi vừa nghỉ, gác chân cao cũng tốt cho bệnh tĩnh mạch. Bổ sung đủ bằng chế độ ăn giàu trái cây rau tươi.
Đi bộ là phương pháp tập luyện quan trọng. Tuy nhiên trong bệnh suy tĩnh mạch chi dưới, đi bộ không phải là giải pháp tối ưu, và nếu đi bộ không đúng cách cũng có thể làm bệnh nặng thêm. Nên đi bộ ít hơn, không đi quá xa, phải đi bộ với vận tốc nhanh, tránh đi liên tục mà nên vừa đi vừa nghỉ, ngồi gác chân cao. Nếu đã suy tĩnh mạch nhiều, phải mang vớ trong khi đi bộ. Nếu có điều kiện, bơi lội là môn hể thao thích hợp nhất cho bệnh lý này.